# Renato Jacopini
(Renato Jacopini, "Marcello", dialogo con un ufficiale della 4ª Divisione alpina "Monterosa" fatto prigioniero dai partigiani)
Renato Jacopini, noto anche con lo pseudonimo di Marcello Moroni (La Spezia, 10 luglio 1904 – La Spezia, 6 marzo 1984), è stato un antifascista, militare e partigiano italiano. 
Membro del comitato militare del CLN spezzino, fu tra i primi componenti del comitato.

## Biografia
Nato in una famiglia contadina, divenne già in giovane età militante del Partito repubblicano ed a quindici anni fu segretario del circolo giovanile “Nathan”. Influenzato successivamente dei cugini della madre, Zelmira e Pasquale Binazzi, formò una corrente repubblicano–anarchica. Fu espulso dal liceo e scappò a Fiume, aggregandosi all'impresa di D'Annunzio. Quell'esperienza durò poche settimane e fu riportato alla Spezia dai carabinieri. A diciassette anni, nelle file degli Arditi del Popolo, partecipò ai Fatti di Sarzana, contro gli squadristi fascisti. 
Diplomatosi in ragioneria, divenne prima impiegato in una banca a Milano, poi impiegato presso l’Arsenale militare marittimo della Spezia. Durante il servizio militare divenne ufficiale, fino al grado di tenente di fanteria. Nel 1936 aderì all'organizzazione clandestina del Partito Comunista d'Italia, facendo parte della cellula cittadina che, nel 1937, viene scoperta dall’OVRA. Fermato e interrogato, si salvò dal carcere in quanto già chiamato alle armi, come ufficiale di fanteria.
Fu richiamato nel maggio 1940, poco prima dell'entrata in guerra, fu inviato col grado di capitano, al comandando di una compagnia di mortaisti nella 20ª Divisione fanteria "Friuli", sul fronte francese e successivamente in Jugoslavia. In quanto dipendente del ministero della Guerra, come impiegato all'arsenale militare spezzino, fu esonerato dal servizio e riprese il suo posto di lavoro. Gli uffici furono poi trasferiti dalla Spezia ad Arcola, a causa dei continui bombardamenti sulla città. L’8 settembre, sul ponte di Sarzana, provocò il primo scontro armato avvenuto in provincia contro i tedeschi.
Fu tra i primi organizzatori della lotta armata alla Spezia, entrando a far parte del Comitato militare del CLN provinciale come rappresentante del PCI, insieme al liberale Rodolfo Ghironi, l'azionista Mario Da Pozzo, il democristiano Isio Matazzoni, il socialista Mario Fontana. Con  quest'ultimo, noto come colonnello “Turchi”, organizzò i primi nuclei partigiani operanti nello spezzino, attraverso un lavoro capillare che portò, tra le altre cose, a stabilire un contatto con gli alleati, per strutturare i lanci di rifornimento di armi, munizioni e vivere. In quel periodo assunse la falsa identità di Marcello Moroni.
Nel giugno 1944 la polizia fascista sgominò l'intero comitato militare del CLN, probabilmente a causa di una spiata. Gli unici che scamparono all'arresto e alla deportazione nei lager nazisti furono Turchi, già trasferitosi ai monti, e Jacopini che, durante l'arresto, approfittò di un bombardamento sulla città della Spezia riuscendo a scappare e raggiungendo le formazioni in montagna. Processato in contumacia, fu condannato a morte dal Tribunale speciale.
Dopo la costituzione della I Brigata Garibaldi Liguria, ne divenne coordinatore militare e responsabile del Servizio Informazioni. In seguito al massiccio rastrellamento dell’agosto 1944, avvenuto nella IV Zona operativa, la formazione fu costretta a disperdersi e passò in Lunigiana, unendosi ai partigiani del luogo, assumendo il nome di battaglia di "Fumo" . Qui d’intesa con Roberto Battaglia e con il maggiore inglese Anthony John Oldham, collegò le due Brigate garibaldine della Lunigiana alle due Brigate Giustizia e Libertà attive in Garfagnana, costituendo la Divisione Garibaldi “Lunense”. Quando nel novembre 1944, gran parte di questa formazione passò la Linea Gotica, rimase nel territorio occupato dai tedeschi e, riunite le forze superstiti, creò le basi della seconda Divisione Lunense, divenendone comandante e continuando ad operare nell’alta Lunigiana fino alla liberazione. Dai primi giorni dell’aprile del 1945, in seguito a divergenze politiche con la missione alleata, in seno al Comando unico di Parma, dovette lasciare il comando della Lunense, ma continuò a combattere sino all'ultimo giorno come capo di stato maggiore nella IV Brigata Apuana, partecipando alla battaglia di Licciana Nardi contro i nazifascisti in ritirata.
Dopo la Liberazione, fu nominato dal CLN questore della provincia della Spezia. Prese i primi accordi per far emigrare gli ebrei scampati dai lager attraverso il porto della Spezia, “Exodus“, ma per le sue idee politiche, sgradite ai capi dell’amministrazione alleata, fu ben presto esonerato. Ripreso il posto di lavoro in Arsenale divenne segretario della commissione interna dello stabilimento, che allora contava 13.000 operai. Fu responsabile della sezione Statistica della Federazione Comunista e nel 1953, mentre era presidente dell’Ente comunale di assistenza (ECA), fu trasferito per motivi politici in Sardegna, alla base navale della Maddalena (dove costituì una sezione del PCI).
Il Fondo VI. Renato Jacopini, presso l'Istituto Storico della Resistenza spezzina, conta in totale (serie 1 e serie 2) 396 carte del periodo tra il 26/01/1944 (ma questo estremo è incerto) e il 24/06/1947.